# High on You
High on You – singiel zespołu Survivor wydany w roku 1985. Utwór pochodzi z płyty Vital Signs. Dotarł do 8 miejsca na liście Billboard Hot 100.